# Dwór Rodziny Chomentowskich w Rabie Niżnej
Dwór Rodziny Chomentowskich w Rabie Niżnej – klasycystyczny dwór z I połowy XIX w. znajdujący się w Rabie Niżnej, nad rzeką Raba.

## Historia
Dwór został wybudowany w 1832 r. w inicjatywy Franciszka Baranowskiego w stylu klasycystycznym, w jednym z pomieszczeń urządzono kaplicę, służyła jako miejsce modlitwy mieszkańców Raby Niżnej i okolic. Z niewiadomych powodów Franciszek Baranowski sprzedał dwór. Dwór był zaniedbywany przez kolejnych właścicieli z tego powodu sam dwór jak i kaplica poniszczały.
W 1905 r. właściciele stał się Jan Chomentowski, za czasów hrabiego do dworku często zaglądał kardynał Adam Sapieha. Podczas jednej z wizyt poświęcił kaplicę i nadał jej prawo kaplicy publicznej.
Dwór przetrwał zawieruchę II wojny światowej, po wojnie jego właścicielami stali się Michalici którzy założyli tam zakład wychowawczy zamknięty przez władzę komunistyczną w 1952 r.
W 1951 r. w kaplicy doszło do pożaru który doszczętnie spalił wizerunek Świętego Józefa znajdujący się w ołtarzu. Przez jakiś czas w kaplicy przebywały Siostry Rodziny Maryi z Mszany Dolnej. W 1957 r. do kaplicy przybyli Franciszkanie i prowadzili duszpasterstwo.
Dwór wraz z parkiem został wpisany na listę zabytków 4 listopada 1967 r.

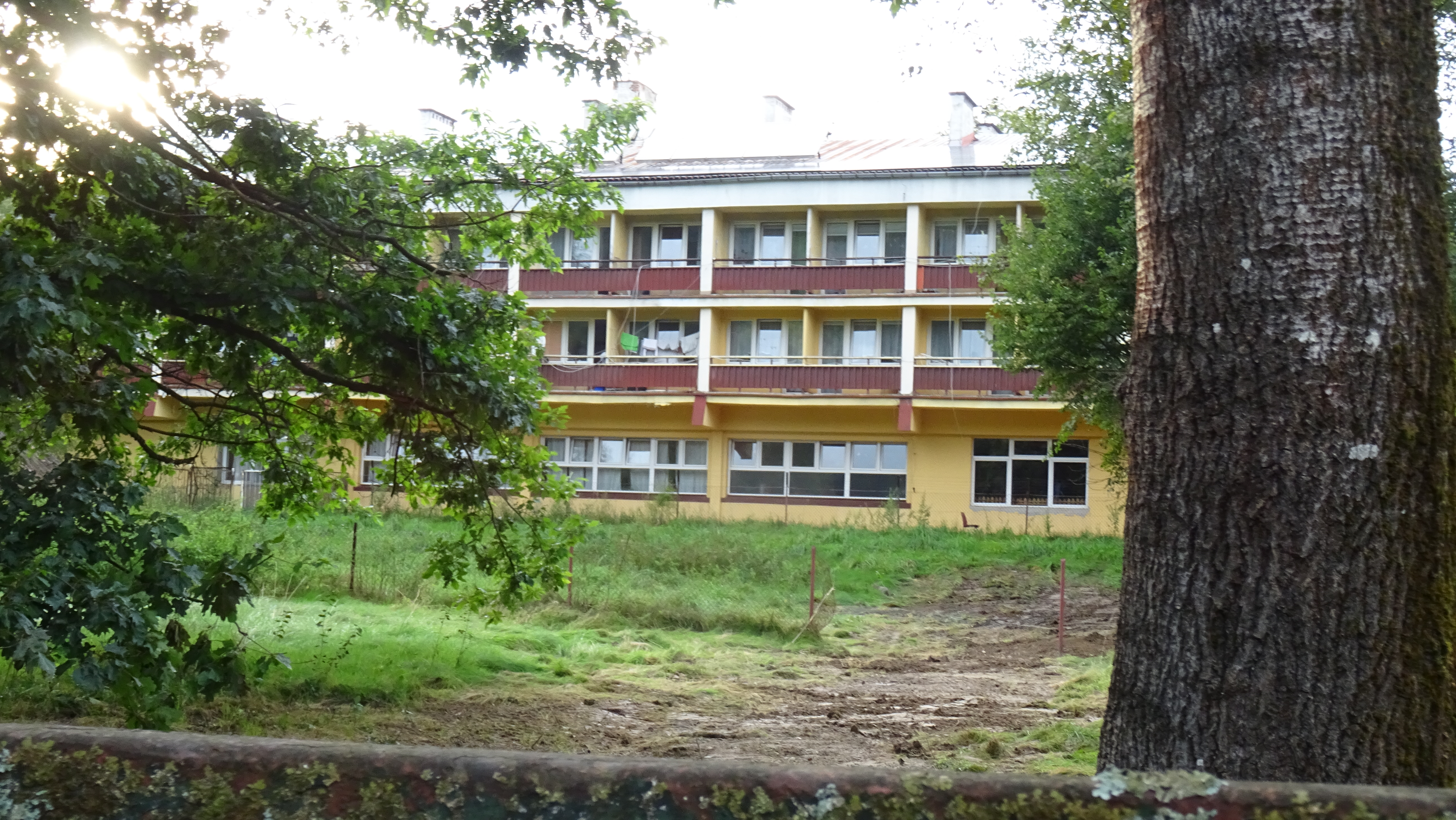
Fragment dawnego kompleksu wypoczynkowego

W 1968 dworek został upaństwowiony i stał się własnością Huty i. Lenina, a 1974 r. dwór został wyremontowany i obok niego dobudowano kompleks wypoczynkowy wraz z basenami dla robotników huty, ośrodek nazwano ,,Energetyk'' .
Aktualnie dwór i dawny kompleks wypoczynkowy pełnią funkcję domu pomocy społecznej.

## Park
Na terenie dworu znajduje się park z pierwszej połowy XIX w. o powierzchni 1,75 ha. W parku znajdują się drzewa rodzime takie jak iglaki, brzozy, klony etc. wiele drzew ma ponad 100 lat i uznawane są za pomniki przyrody. Obok parku znajduje się zaniedbany amfiteatr.

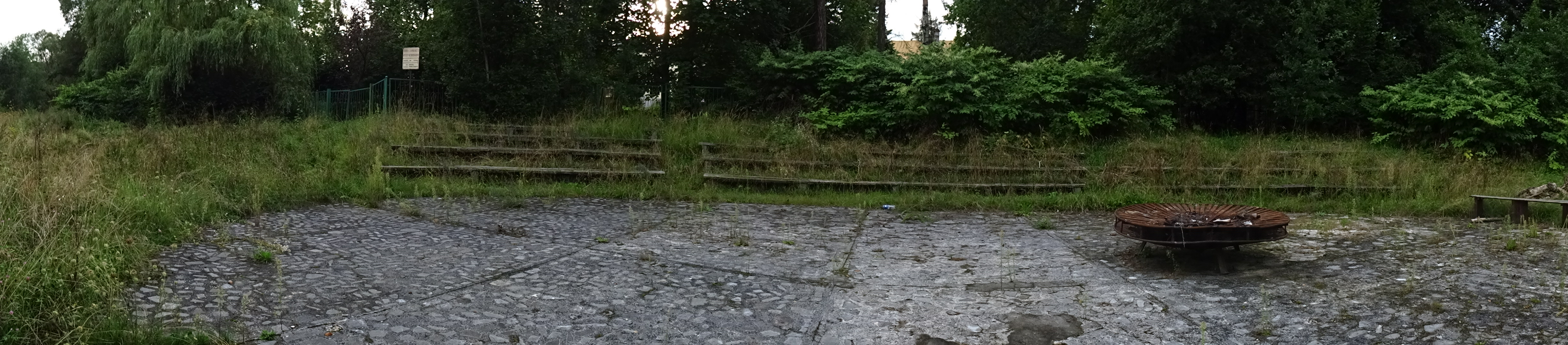
Fragment amfiteatru